# Musca țețe
Musca țețe este o muscă africană care poate transmite microorganisme parazitare ce produc boala somnului. Există 22 de specii diferite de muște țețe, toate trăiesc în Africa subsahariană. Și masculii, și femelele, se îmbuibă cu sângele vertebratelor, sugând la o singură înțepătură o cantitate de sânge echivalentă cu de trei ori greutatea lor.

## Victime posibile
Ele sug sânge de la o varietate mare de animale ierbivore - și dintre cele originare din Africa, și dintre cele care nu sunt autohtone. Ele înțeapă și oameni. Înțepătura este o rană adâncă, dureroasă, ca cea făcută de o armă ascuțită, pentru a putea suge sângele. Ea produce în același timp și mâncărimi, și dureri. În urma înțepăturii apare o umflătură.

## Mod de comportare
Muștele țețe sunt foarte adaptate în munca lor. Nu traverseaza bâzâind deasupra animalului sau persoanei alese ca victimă. Ele pot zbura spre o țintă aleasă, țâșnind ca din pușcă, iar apoi, nu se știe cum, frânează și aterizează  pe aceasta atât de ușor, că nici nu sunt simțite. Ele pot fi ca niște hoți: astfel, uneori nici nu se știe (simte) că au supt puțin sânge decât după ce pleacă, când tot ce mai rămâne de făcut este să se estimeze pagubele (urmările).
Alte aspecte caracteristice pentru musca țețe
De obicei, ele caută carne expusă la vedere, însă, uneori se hotărăsc să se târască pe un crac de pantalon sau pe mâneca unei cămăși, după care fac o incizie într-un vas de sânge. Sau, dacă vor, pot să înțepe și prin haine - aceasta nu este o problemă pentru o insectă care poate străpunge chiar și pielea tare a unui rinocer.

## Boala somnului, tripanozomiaza
Unele varietăți de muște țețe transmit o boală provocată de niște micuți paraziți numiți tripanosome. Când musca țețe suge sângele unui animal care are această boală, ea înghite sânge care conține acești paraziți. Ei se dezvoltă și se înmulțesc în interiorul muștei. Când musca înțeapă un alt animal, paraziții trec de la muscă în fluxul sanguin al animalului. Boala se numește tripanozomiază. Forma care apare la animale poartă numele de nagana.

### Tripanozomiaza la animale
Există medicamente care vindecă nagana, însă unele guverne africane nu permit utilizarea lor decât sub supravegherea unui medic veterinar - aceasta din motive bine întemeiate, întrucât luarea unor doze parțiale nu numai că provoacă moartea animalului, dar și produce paraziți care devin rezistenți la medicamente.

### Tripanozomiaza la oameni
Musca țețe transmite de la om la om un alt tip de tripanosom. Această formă de tripanosomiază se numește boala somnului. În faza de început se semnalează o stare de rău generală, oboseală și febră mică. Apoi se instalează o stare de somnolență, febră ridicată, dureri articulare, edeme, iar ficatul și splina se măresc.

## Context african
Prin rolul pe care îl are în decimarea vitelor, musca țețe a ocrotit fauna africană. Imense zone ale Africii seamănă cu pășunile din vestul Statelor Unite - pământul putând să întrețină șeptelul. Însă mulțumită muștelor țețe, animalele domestice sunt ucise de tripanosome ce nu ucid animalele indigene care pasc.